# Machanidas
Machanidas (starořecky Μαχανίδας) byl samovládcem ve starověké Spartě a od roku 210 př. Kr. do roku 207 př. Kr. regentem mladého krále Sparty Pelopa.

## Vládce Sparty
Machanidas byl původně velitelem žoldnéřského vojska ve Spartě. Po smrti krále Lykúrga se za nejasných okolností stal regentem jeho nezletilého syna Pelopa. Není známo, zda patřil do některé ze dvou královských rodin ve Spartě. Je možné, že tuto pozici získal pomocí svého vojska. Své postavení zneužil a zmocnil se samostatné vlády. Historik Titus Livius ho popsal jako tyrana, který nectil zákony, nerespektoval efory ani gerúsii a vládl pomocí svého vojska sám.

## První makedonská válka
Vlády se ujal během první makedonské války v roce 210 před Kr. Tato válka vypukla v roce 215 před Kr., kdy makedonský král Filip V. vypověděl válku Římu, který v té době bojoval proti Kartágu. Válka s Kartágem se pro Římany nevyvíjela dobře, obzvláště po bitvě u Kann v roce 216 před Kr., kde Římané utrpěli jednu z nejhorších porážek ve svých dějinách. Od Říma začalo odpadávat mnoho jeho spojenců, ale na řecké půdě se mu podařilo získat na svou stranu aitólsky spolek, který bojem proti Makedonii vázal makedonské vojenské síly. Také mu přišla vhod Machanidova snaha stát se hegemonem na Peloponésu, tomu naopak stál v cestě achajský spolek a jeho spojenec Makedonie.

## Machanidove výboje
V roce 209 před Kr. Machanidas napadl a porazil Tegeu. O rok později přepadl Argos a Élidu, dokonce během jejich příprav na olympijské hry, čímž porušil posvátný olympijský mír. Při jejich obraně zasáhla Makedonie, Machanidas se musel stáhnout a olympijské hry, v pořadí již stočtyřicátédruhé, se nakonec konaly ve svém řádném čase.

## Bitva u Mantineie
V roce 207 před Kr. napadl Machanidas Mantineiu. Proti němu vytáhlo vojsko achájského spolku vedené Filopoiménem. Vojska se setkala nedaleko města Mantineia. Ve výtečně strategicky vedené bitvě uštědřil Filopoimén Sparťanům drtivou porážku. Podle Plutarcha v bitvě padly čtyři tisíce Sparťanů, mezi nimi i Machanidas, kterého zasáhl Filopoimén oštěpem ve chvíli, kdy se Machanidas snažil na něj zaútočit a se svým koněm přeskakoval bahnitý příkop. Na počest tohoto vítězství postavil achajský spolek v Delfách Filopoiménovi sochu s oslavným nápisem. Svědectví o soše podává Pausanias, který ji v druhém století našeho letopočtu viděl při svých cestách po Řecku. Po Machanidově smrti se ve Spartě stal regentem krále Pelopa Nabis.